# ツァイダム盆地
ツァイダム盆地（ツァイダムぼんち）は、中華人民共和国青海省にある盆地。北にはアルチン山脈（阿爾金山脈）、チーリェン山脈（祁連山脈）、南にはクンルン山脈（崑崙山脈）がある。
盆地の大部分はツァイダム砂漠が占める。砂漠のなかにはチャルハン塩湖（察爾汗塩湖）があり、その周辺の砂漠は土壌深い所の塩分濃度が高い。
「宝の盆地」と呼ばれ、天然資源が豊富である。天然ガス、原油の埋蔵が確認されているほか、リチウム、マグネシウム、カリウム、ナトリウム、石灰岩、珪素などの大規模な鉱床もある。
青蔵鉄道が通っている。